# Amstetten (Niemcy)
Amstetten – miejscowość i gmina w Niemczech, w kraju związkowym Badenia-Wirtembergia, w rejencji Tybinga, w regionie Donau-Iller, w powiecie Alb-Donau, wchodzi w skład związku gmin Lonsee-Amstetten. Leży w Jurze Szwabskiej, ok. 22 km na północ od Ulm.

## Dzielnice
W skład gminy wchodzi sześć dzielnic:
- Amstetten
- Bräunisheim
- Hofstett-Emerbuch
- Reutti
- Schalkstetten
- Stubersheim

## Współpraca
Miejscowości partnerskie:
- Celles-sur-Belle, Francja
- Frohburg, Saksonia (kontakty utrzymuje dzielnica Schalkstetten)